# Franciska Clausen
Franciska Clausen (7 de enero de 1899 - 5 de marzo de 1986, Aabenraa, Dinamarca) fue una pintora danesa conocida por ser una pionera de las Vanguardias, entre las que destacan el Surrealismo, el Cubismo, la Nueva objetividad y el Purismo vanguardista, por lo que ocupa un lugar importante en la historia del arte de su país natal.

## Trayectoria artística
Hija de Peter Clausen y Christine Olufsen. Cuando ella nació su ciudad, Aabenraa, formaba parte de Alemania. 
Estudió arte en Alemania y Francia entre los años de 1916 y 1930. En 1916 ingresó a estudiar a la Escuela de Arte de Weimar, predecesora de la escuela del Bauhaus. En el año de 1918 se trasladó a Múnich para continuar con sus estudios en The Women's Academy, realizando primordialmente retratos. Regresó por un periodo de tres años (1919-1921) a Copenhague, pero dado que Alemania y Francia fungían como epicentros de los movimientos de vanguardia artística, decidió regresar a Múnich. Fue alumna de los artistas Alexander Archipenko (1922), Hans Hoffman (1921-1922), importante miembro del expresionismo abstracto, László Mogoly-Nagy, quien la introdujo a la abstracción y al uso del collage, y de Fernand Léger. Este último al lado de Piet Mondrian, impulsarían su obra en París, mientras que Mogoly-Magy lo hacía en Berlín. En 1923 formó parte de la exposición de arte de Berlín como miembro del Novembergruppe. Más tarde ella se referiría a esa etapa en el extranjero como "los años heroicos". Archivado el 25 de agosto de 2016 en Wayback Machine.
En 1924 se trasladó definitivamente a París. Ahí ingresa a la Académie Moderne dirigida por Fernand Léger y Amedée Ozenfant (1924-1926). Tras concluir sus estudios en esta academia, Clausen se empleó como asistente de Léger en algunas de sus pinturas, como en Composición de perfil: cuchillo y figura (1926). Ahí convivió con otras artistas como: Nadia Chodasiewicz-Grabowska, Florence Henri, Wanda Wolska, Nechama Szmuszkovicz  y Alexandra Exter, con quienes conformó el grupo de arte abstracto Circle et carré. Entre sus compañeros también se encontraban los artistas Waldemar Lorentzon, Erik Olson y Otto G. Carlsund. Con este grupo Fransciska Clausen participaría en numerosas exposiciones colectivas.
Su obra fue elegida por Marcel Duchamp y Katherine Dreier para formar parte de la exposición organizada por su Sociedad Anónima en Nueva York en 1926, donde se mostraron obras de distintos artistas de la Vanguardia.
Entre los años 1928 a 1933 Clausel se enfocó al diseño, proyectando distintos textiles, alfombras, papel tapiz, cortinas y cubiertas de libros, aunque pocos de ellos se produjeron.
Expuso en su país natal en el año 1932, sin embargo no tuvo mucho éxito. Debido a este fracaso, Clausen viró hacia el Surrealismo y a hacer retratos. En la década de los cincuenta resurgió el interés en su obra abstracta, por lo que ella retomó este estilo hasta la fecha de su muerte. Durante sus últimos años gozó de reconocimiento gracias a su trabajo temprano.

## Obra
Sus obras eran generalmente pintadas a óleo sobre lienzo.
- Linser (1927)
- Barometeret (1927)
- Baren (1927)
- Naturaleza muerta (1924)
- The Screw (1926-1928)

## Producción de la artista
La obra de Franciska Clausen se caracterizó por querer retratar los objetos cotidianos, creando un encuentro entre el color y la forma. Se le considera una de las más representativas artistas abstractas al lado de Marcelle Cahn. Sin embargo, aún no se ha estudiado su obra en profundidad. (enlace roto disponible en Internet Archive; véase el historial, la primera versión y la última).

## Exposiciones
- Absolut Avant-Garde. Franciska Clausen 1921-1931 (2011, Oregaard Museum, Oslo, Noruega)
- Atelier en la Galerie Aubier (1927)
- Atelier en la Galerie d'Art Contemporaine (1926)
- L'art d'aujourd'hui (1925)
- Atelier Fernand Léger en la Maison Watteau (1924)